# Turumtaykul
Turumtaykul (kin. 图伦泰庫勒), također se piše Turumtaikul (rus. Турумтайкуль; tadž. Турумтайкӯл), je slatkovodno planinsko jezero u dolini u autonomnoj regiji Gorno-Badahšan, na jugoistoku Tadžikistana, oko 110 km istočno od  Horoga, glavnog grada pokrajine. Leži u gorju Pamir na 4202 m/nm, dimenzija je 7km x 2 km i ima površinu od 9 km2 s maksimalnom dubinom od 18 metara.

## Flora i fauna
Njegove najbrojnije ribe su pastrva Schizopyge curvifrons i šaran Schizopygopsis stolickai.
Jezero je dio važnog ornitološkog područja Djavshangoz.